# Дезире, Жонель
Жонель Дезире (гаит. креол. Jonel Désiré; 12 февраля 1997, Миребале, Гаити) — гаитянский футболист, нападающий грузинского клуба «Телави» и сборной Гаити.

## Биография

### Клубная карьера
Заниматься футболом начал в 5-летнем возрасте. С 9 лет занимался в национальной спортивной школе талантов. В 2011 году перешёл в молодёжную команду клуба «Миребале», за который позже дебютировал и на взрослом уровне. Помимо «Миребале», у себя на родине Дезире также выступал за клуб «Капуаз». В 2017 году он перешёл в американский клуб «Реал Монаркс», где принял участие в 8 матчах USL и помог команде стать победителем регулярного чемпионата (в западной конференции). Затем футболист ненадолго вернулся в гаитянский «Миребале».
В июле 2018 года Дезире на правах аренды перешёл в армянский клуб «Лори», вернувшийся в высшую лигу. В первый же сезон в новом клубе Жонель стал лучшим бомбардиром чемпионата Армении, забив 17 голов в 25 матчах. Также вместе с командой дошёл до финала Кубка Армении, при этом в чемпионате «Лори» финишировал лишь на пятом месте. После удачного дебютного сезона, Дезире подписал с «Лори» полноценный контракт. 1 декабря 2019 года в игре с ФК «Ереван» (8:0) игрок отметился пента-триком, а всего в сезоне 2019/20 стал автором 12 голов в 23 матчах, заняв на этот раз второе место в списке лучших бомбардиров. В концовке сезона он провёл несколько матчей в качестве капитана команды. Летом 2020 года перешёл в другой армянский клуб «Урарту».

### Карьера в сборной
Выступал за юношескую и молодёжную сборную Гаити. В составе сборной до 20 лет принимал участие в молодёжных чемпионатах КОНКАКАФ 2015 и 2017 годов. На турнире 2015 года принял участие в четырёх матчах группового этапа и забил 4 гола (во встрече с Гондурасом отметился дублем). Однако его команда заняла последнее место в группе, набрав 3 очка. В 2017 году сыграл в трёх матчах и отметился двумя голами, но сборная Гаити снова не вышла из группы.
За основную сборную дебютировал 4 сентября 2015 года в матче отборочного турнира чемпионата мира 2018 со сборной Гренады, появившись на замену на 85-й минуте вместо Дюкенса Назона. В 2019 году вошёл в состав сборной Гаити на Золотой кубок КОНКАКАФ 2019, на котором сыграл 4 матча из 5 и дошёл с командой до полуфинала.

## Достижения
- Лучший бомбардир чемпионата Армении: 2018/19 (17 голов)

## Личная жизнь
Является родственником другого гаитянского футболиста Джеффа Луи.
Женат на армянской девушке Мане Хачатрян. По образованию Мане — переводчик с английского. Они познакомились вскоре после приезда Дезире в Армению, когда тот искал себе переводчика. В 2019 году у пары родился сын Даниэл.